# Titularbistum Antiochia ad Maeandrum
Antiochia ad Maeandrum (ital.: Antiochia al Meandro) ist ein Titularbistum der römisch-katholischen Kirche.
Es geht zurück auf einen untergegangenen Bischofssitz in der antiken Stadt Antiochia am Mäander in der kleinasiatischen Landschaft Karien. Der Bischofssitz war der Kirchenprovinz Stauropolis zugeordnet.
| Titularbischöfe von Antiochia ad Maeandrum |                               |                                               |                  |                 |
| Nr.                                        | Name                          | Amt                                           | von              | bis             |
| 1                                          | Vicente de Paulo Araújo Matos | Weihbischof in Crato (Brasilien)              | 21. April 1955   | 28. Januar 1961 |
| 2                                          | Félix Guiller                 | emeritierter Bischof von Pamiers (Frankreich) | 10. April 1961   | 10. Juni 1963   |
| 3                                          | Edward Louis Fedders MM       | Prälat von Juli (Peru)                        | 29. Oktober 1963 | 11. März 1973   |